# Villa en park de la Magalone
De Villa (1710) met bijhorend publiek park (19e-20e eeuw) de la Magalone of Magalone bevindt zich in Marseille, in het Zuid-Franse departement Bouches-du-Rhône. Het is gelegen aan de Boulevard Michelet n° 245.

## Historiek
De gebroers Magalone (17e eeuw) waren gegoede handelaars en reders in het koninkrijk Frankrijk. Zij kochten een terrein van 12 ha in Marseille, waarop ze hun landgoed bouwden. De plannen van de villa zijn van de hand van Pierre Paul Puget in een periode dat hij in Marseille verbleef. Toen de villa klaar was in het begin van de 18e eeuw waren alle broers overleden. De villa ging van de ene eigenaar naar de andere, tot het domein in de 19e eeuw drastisch werd verkleind door de aanleg van de Boulevard Michelet. Deze boulevard was een deel van de urbanisatieplannen in het 9e arrondissement van Marseille. 
In de 19e eeuw werd tevens de villa herbouwd. Rond de eeuwwisseling 19e-20e eeuw liet de eigenares de Ferry de resterende tuin heraanleggen volgens de plannen van de architect Edouard André.
In 1948 werden zowel de villa als de tuin erkend als monument historique van Frankrijk. De stad Marseille kocht de villa aan circa 1990 en opende het 1,4 ha grote park voor het publiek. Het park geniet een erkenning als Jardin Remarquable of bijzondere tuin. De reden is de aanwezigheid van verschillende terrassen met waterpartijen en grote vazen uit het kasteel van Grignan.